# Phobocampe punctata
Phobocampe punctata är en stekelart som beskrevs av Sedivy 2004. Phobocampe punctata ingår i släktet Phobocampe och familjen brokparasitsteklar. Inga underarter finns listade i Catalogue of Life.